# Château Mouton Rothschild
Koordinaten: 45° 12′ 55,2″ N, 0° 46′ 6,4″ W

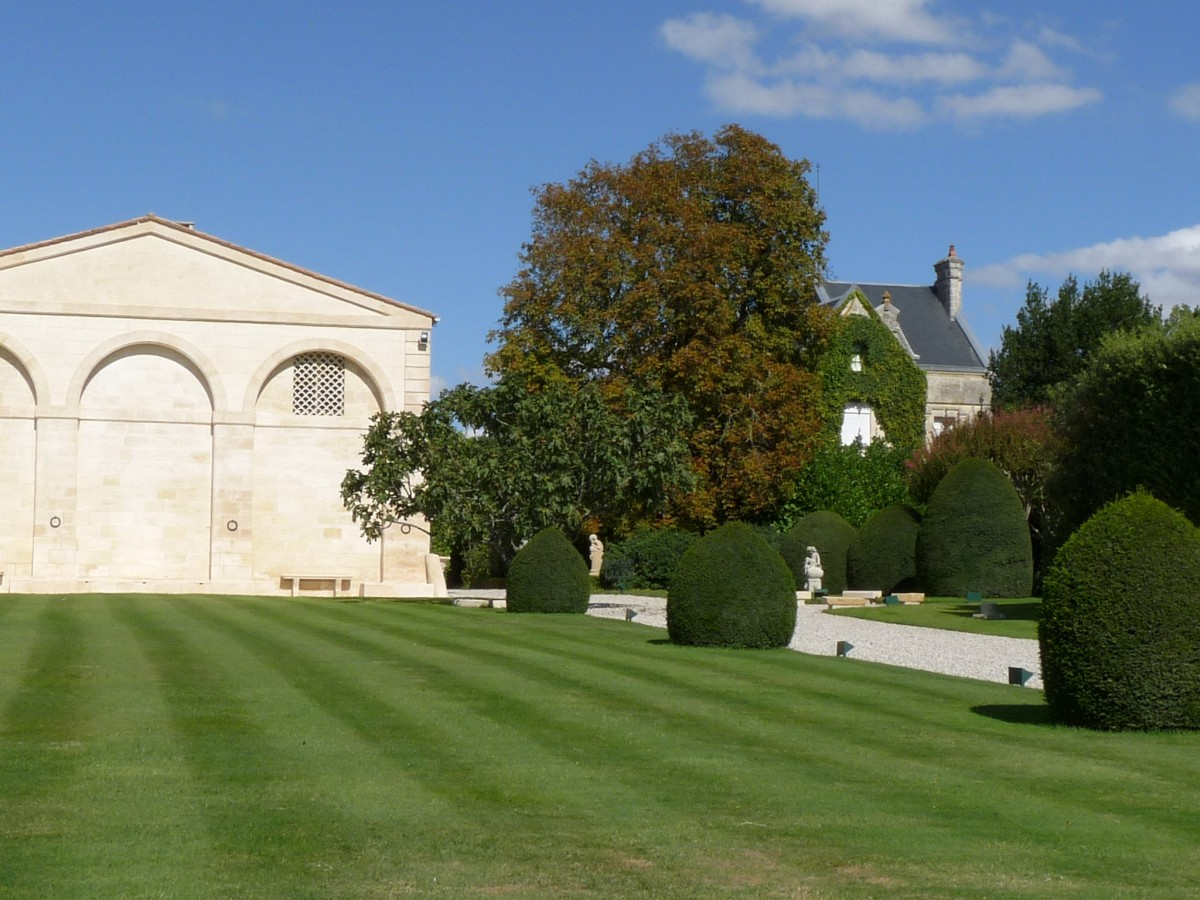
Château Mouton Rothschild, Garten

Das Château Mouton Rothschild in Pauillac bei Bordeaux ist eines der berühmtesten Weingüter der Welt. Es liegt im Norden der Gemeinde Pauillac, die Teil der übergeordneten Appellation Haut-Médoc ist.
Das Gut ist im Besitz des ursprünglich englischen Zweiges der Bankierdynastie Rothschild. Bei der Bewertung der Weingüter von Bordeaux anlässlich der Weltausstellung 1855 in Paris wurde die Stellung von Mouton mit dem Rang eines Deuxième Cru Classé gewürdigt. 1973 wurde Mouton durch den damaligen französischen Landwirtschaftsminister Jacques Chirac zu einem der fünf Güter in der Kategorie Premier Cru Classé umgestuft.
Die ehemalige Eigentümerin Philippine de Rothschild-Sereys (1933–2014) war und ihr Sohn Phillipe (* 1963) ist Mitglied der Primum Familiae Vini, ein weltweiter Zusammenschluss traditionsreicher, führender Familienunternehmen für Weinanbau und -handel. Das Weingut ist Ehrenmitglied der 1973 gegründeten Union des Grands Crus de Bordeaux.

## Lage, Boden und Rebflächen
Mouton besitzt 82 ha Rebfläche, die zu 77 % mit Cabernet Sauvignon, zu 12 % mit Merlot, zu 9 % mit Cabernet Franc und zu 2 % mit Petit Verdot bestockt sind. Die mittlere Bestockungsdichte liegt bei 8.500 Rebstöcken je Hektar und das durchschnittliche Alter der Reben liegt aktuell (Stand 2007) bei 48 Jahren. Hieraus werden jährlich ca. 300.000 Flaschen des Erstweines und eine unterschiedliche Zahl an Flaschen des Zweitweines „Le Petit Mouton“ gefüllt. Mouton hat auch einen kleinen Anteil Weißwein namens Aile d’Argent (nicht in obigen Anteilen enthalten), der 18.000 bis 24.000 Flaschen ergibt. Dieser Wein stammt von Reben einer fast 4 Hektar großen Parzelle. Hauptrebsorten sind Sémillon (aktuell 57 %, Stand 2009) und Sauvignon Blanc (42 %), dem ein Anteil Muscadelle beigefügt ist.
Sowohl Château Mouton Rothschild als auch das weiter nördlich an der Grenze zu Saint-Estèphe gelegene Château Lafite Rothschild liegen auf einer bis zu 30 Meter hohen Kuppe. Die mehr als acht Meter mächtige Kiesauflage dieser Kuppe ruht auf einem Kalksockel. Dieser Deckenschotter stammt aus Ablagerungen der nahegelegenen Gironde, die zu Ende der Günz-Kaltzeit aus den Pyrenäen fluvoglazial angeschwemmt wurden.
Auf diesem Boden gedeiht die Rebsorte Cabernet Sauvignon vorzüglich. Neben der Tatsache, dass es sich um einen ausgesprochen kargen Boden handelt und die Erträge somit auf natürliche Weise reduziert sind, trägt der durch den Kies begünstigte Wärmehaushalt der Rebfläche zu einer früheren Reife der Rebsorte bei. Durch die mächtige Kiesauflage ist die Rebpflanze gezwungen, die Wurzeln sehr tief in den Boden zu treiben; das Angebot der Nährstoffe ist dabei vielfältiger und beeinflusst in geringem Maße die Aromenvielfalt des Weins. Die Rebparzellen von Mouton Rothschild verfügen darüber hinaus über eine hervorragende Drainage zum Vallon du Poujalet hin.
Die Summe der förderlichen Elemente erklärt den außergewöhnlich hohen Anteil von fast 80 % Cabernet Sauvignon im Wein des Gutes.

## Der Wein

### Weinbereitung

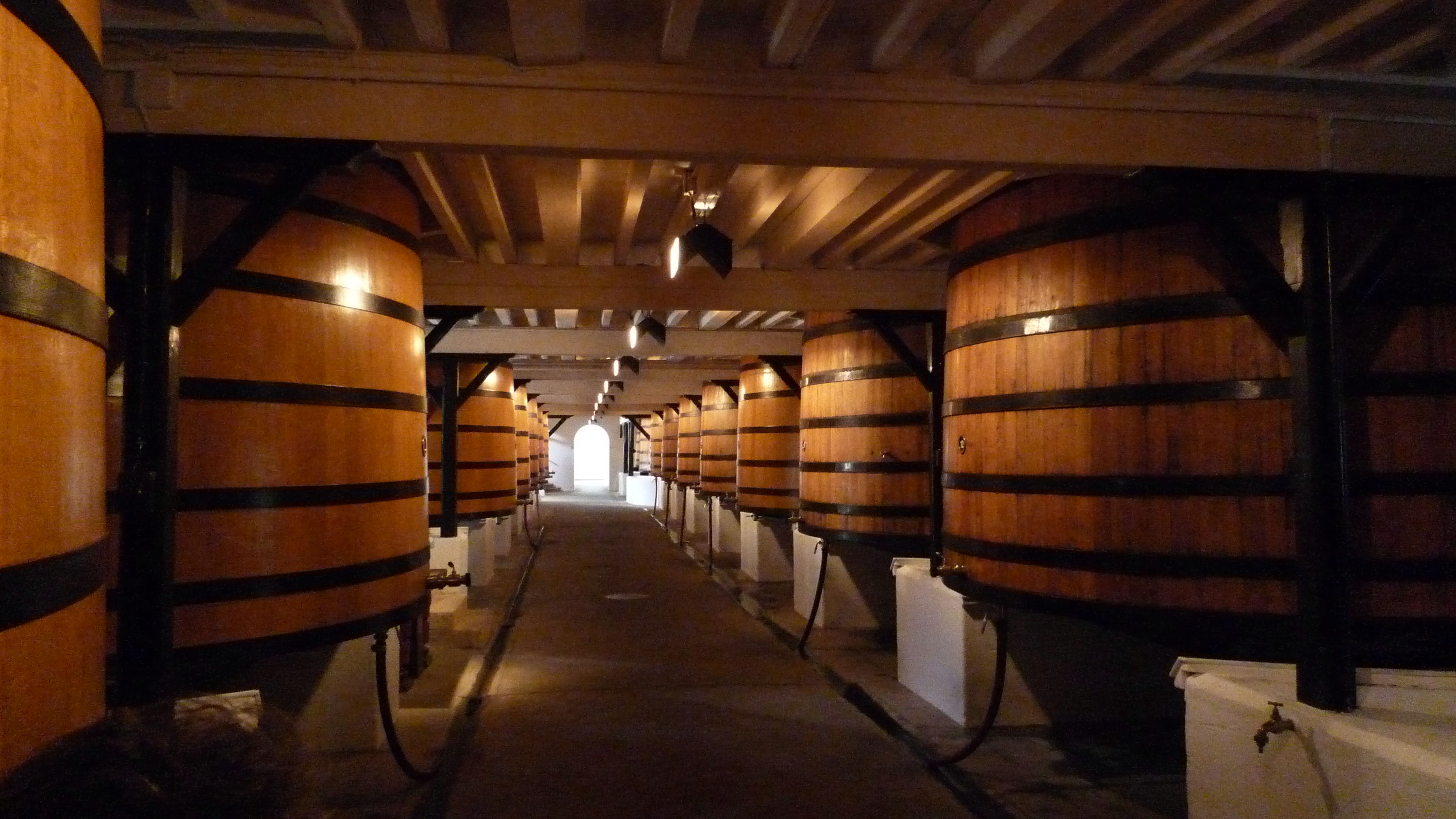
Eichenbottiche im Gärkeller

Im Château gelten die Qualitätsmaßstäbe der großen Bordeauxgüter. Das mittlere Alter der Reben liegt bei 48 Jahren, der Ertrag pendelt um 40 hl/ha. Die Trauben werden von Hand gelesen, entrappt und im Keller auf Tischen nochmals mehrfach nachsortiert. Die Maischgärung findet in Eichenbottichen statt. Maischestandzeit liegt jahrgangsabhängig bei 15 bis 25 Tagen. Der Gärkeller (cuvier) des Château wurde nach Erweiterung und Umbau gemäß den Plänen des Architekten Richard Peduzzi 2012 in Betrieb genommen.

### Ausbau

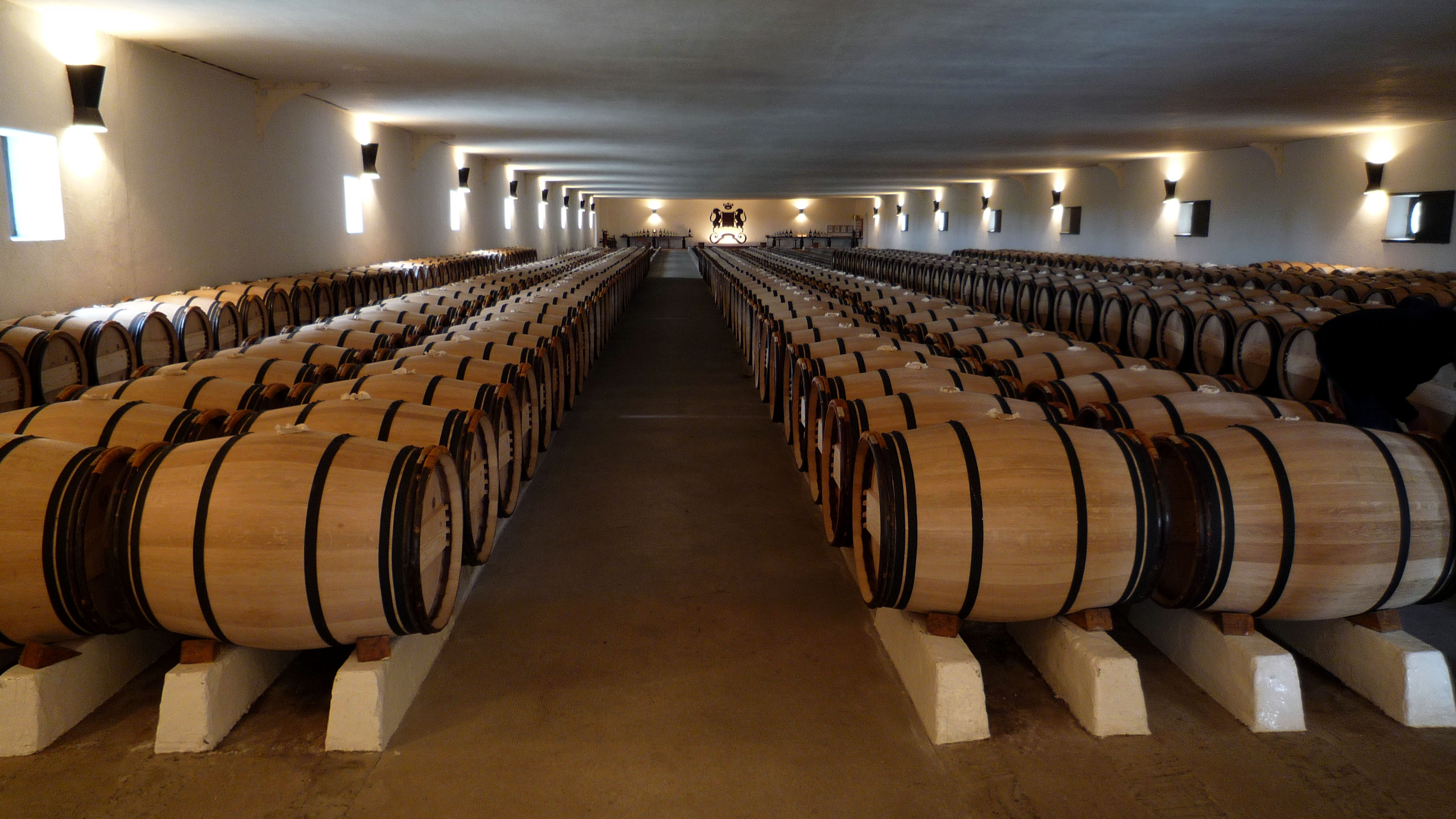
Neue Barriques für den aktuellen Jahrgang

Der Wein wird zügig in Barriques, kleine Holzfässer von 225 Liter, transferiert, wo er 19 bis 22 Monate lang ausgebaut wird. In der Regel werden ausschließlich neue Holzfässer verwendet.
Seit 1994 wird ein Zweitwein „Le Petit Mouton“ hergestellt. Château Mouton Rothschild wurde vom Önologen Jacques Boissenot († 2014) sowie dessen Sohn Eric begleitet und beraten.

### Charakter und Jahrgänge
Die Weine von Mouton sind für die starke Streuung ihrer Qualität bekannt: in guten Jahren, wenn z. B. der würzige Petit Verdot ausreift und in die Cuvée des Erstweines gelangt, kann Mouton besondere Weine herstellen. Dies war in den Jahren 2000 (Weinbewertung: 97+ Parker-Punkte (PP)), 1998 (96 PP), 1995 (95+PP), 1986 (100 PP), 1982 (100 PP) und 1961 (98 PP) der Fall. In weniger prachtvollen Jahren aber kann der Mouton auch unterdurchschnittlich ausfallen; z. B. im Jahr 1990 mit 90 PP, während Nachbargüter höher bewertete Weine erzeugten.
Ein Sonderfall ist der Wein des Jahres 1945: in jenem Jahr gelang es dem damaligen Kellermeister Raoul Blondin, einen massiven, konzentrierten und komplexen Wein in die Fässer zu legen und später unter dem „V“-Label „a la memoire pour Victoire“ des Künstlers Philippe Jullian abzufüllen (zum Gedenken an den Sieg über NS-Deutschland), der auch 60 Jahre später seine Fans faszinieren kann. Dieser Luxuswein gehört, wenn er sachgerecht gelagert wurde, zu den Preziosen hedonistischer Weinkenner und teilt seinen Ausnahme- und Kultstatus mit wenigen anderen Bordelaiser Weinen wie dem Château Cheval Blanc von 1947, dem Château Latour von 1961 oder dem Château Margaux von 1900. Dementsprechend hoch wird der 1945er (meist auf Auktionen) gehandelt: aktuelle Preise erreichen ein Niveau von 5000 bis 8000 Euro für die Normalflasche (0,75 l). Naturgemäß werden solche Flaschen Wein immer seltener. Von diesem Wein sind zahlreiche Fälschungen im Umlauf.

## Geschichte
Auch wenn die wahre Geschichte des heute bekannten Gutes mit dem Jahr 1922 beginnt (→ siehe Kapitel Die Ära Philippe de Rothschild), lassen sich die Besitzverhältnisse der landwirtschaftlichen Nutzflächen bis in das frühe 14. Jahrhundert zurückverfolgen. Im Jahr 1311 gehörten die Flächen dem Lehnsherrn Pons de Castillon. In der Folge wurde der Besitz in der Familie weitervererbt. Im 15. Jahrhundert kommen die Ländereien an Humphrey, Duke of Gloucester, den jüngeren Bruder von Heinrich V.
Nach der englischen Niederlage im Hundertjährigen Krieg ging der vormals englische Besitz in französische Hände über. Über die Familie Foix ging ein kleiner Besitz an den Notar Jacques de Ségur. Damals gehörten nicht nur kleinere Parzellen des heutigen Châteaus zu den Ländereien. Jacques de Ségur legte auch ab 1670 die ersten Rebflächen auf dem Gelände des heutigen Château Lafite Rothschild an. Sein Sohn Alexandre heiratete im Jahr 1695 die Erbin von Château Latour. Aus dieser Ehe ging der Sohn Nicolas-Alexandre de Ségur (1697–1755) hervor. Nachdem Nicolas-Alexandre den Besitz von Mouton im Jahr 1717 erweiterte und Château Calon-Ségur kaufte, verkaufte er Mouton bereits 1720 (andere Quellen nennen das Jahr 1725) an Joseph de Brane und leitete damit die Trennung von Mouton und Lafite ein. Ein vorhandenes Gutsgebäude ging jedoch an Dominique Armailhacq, den damaligen Besitzer von Château d’Armailhac. Joseph de Brane nannte seinen Besitz fortan Château Brane-Mouton. Unter der Führung der Familie Brane kannte das Weingut, das über kein Hauptgebäude verfügte, eine Blüte. Aus den Unterlagen des Bordelaiser Weinhandels des späten 18. Jahrhunderts geht hervor, dass Brane-Mouton seinen Wein noch preiswerter als Lafite und Latour verkaufte, die Erlöse aber bereits auf einer Stufe mit den Gütern von Pichon standen.
Josephs Enkel Hector entschied im Jahr 1830, das Weingut zu verkaufen und sich ganz seinem anderen Gut, dem Château de Gorse zu widmen. Château de Gorse ist heute unter dem Namen Château Brane-Cantenac bekannt. Brane-Mouton verkaufte er für 1.200.000 Franc an den Pariser Banker Isaac Thuret. Das Tagesgeschäft überließ Thuret einem Händler aus dem Umfeld von Bordeaux. In der Folge verkamen die Rebanlagen zusehends; die Qualität der Weine konnte nicht mehr ganz den vormals geltenden Anforderungen genügen. Am 11. Mai 1853 verkaufte Thuret sein 35 Hektar großes Gut für die Summe von 1.124.000 Francs an den Bankier Nathaniel de Rothschild. Rothschild ernannte Théodore Galos zu seinem Gutsverwalter und schickte sich an, erhebliche Summen in die Qualitätsverbesserung und die Vergrößerung des Landbesitzes zu investieren. Die Schwächeperiode zwischen 1830 und 1853 sowie vielleicht auch die Tatsache, dass sich das Weingut in Händen eines englischstämmigen Bankiers befand, können vielleicht erklären, dass das nun Château Mouton Rothschild benannte Gut zu Anlass der Weltausstellung im Jahr 1855 nicht in den Rang eines Premier Grand Cru erhoben wurde. Stattdessen erkannte man Mouton als den Premier des Seconds an, den Primus unter den Zweitklassierten. Nathaniels Onkel und Schwiegervater James Mayer Rothschild kaufte am 8. August 1868 das erstklassifizierte Nachbargut Lafite und benannte es in Château Lafite Rothschild um.
James-Edouard de Rothschild, Sohn von Nathaniel, ließ schließlich ein Verwaltungs- und Wohngebäude errichten, das aufgrund seines frühen Todes im Jahr 1881 erst durch seine Witwe Thérèse vollendet wurde. Der Arzt Henri James de Rothschild, Sohn von James-Edouard, übernahm nach dessen Tod die Leitung des Gutes. Henri James’ Vorliebe galt jedoch der Kunst. Unter den Pseudonymen André Pascal und Charles des Fontaines veröffentlichte er diverse Theaterstücke. Er leitete das kleine Theater Antoine in Paris und errichtete das Theater Pigalle. Sein fehlendes Interesse an dem Weingut drückte sich in einer Misswirtschaft des Gutes aus. Sein jüngster Sohn Philippe de Rothschild verbrachte während des Ersten Weltkriegs viel Zeit in Pauillac und fand Gefallen am Weinbau. Als er seinem Vater von der Misswirtschaft auf dem Gut berichtete, wurde ihm im Jahr 1922 die Leitung des Gutes übertragen.

### Die Ära Philippe de Rothschild

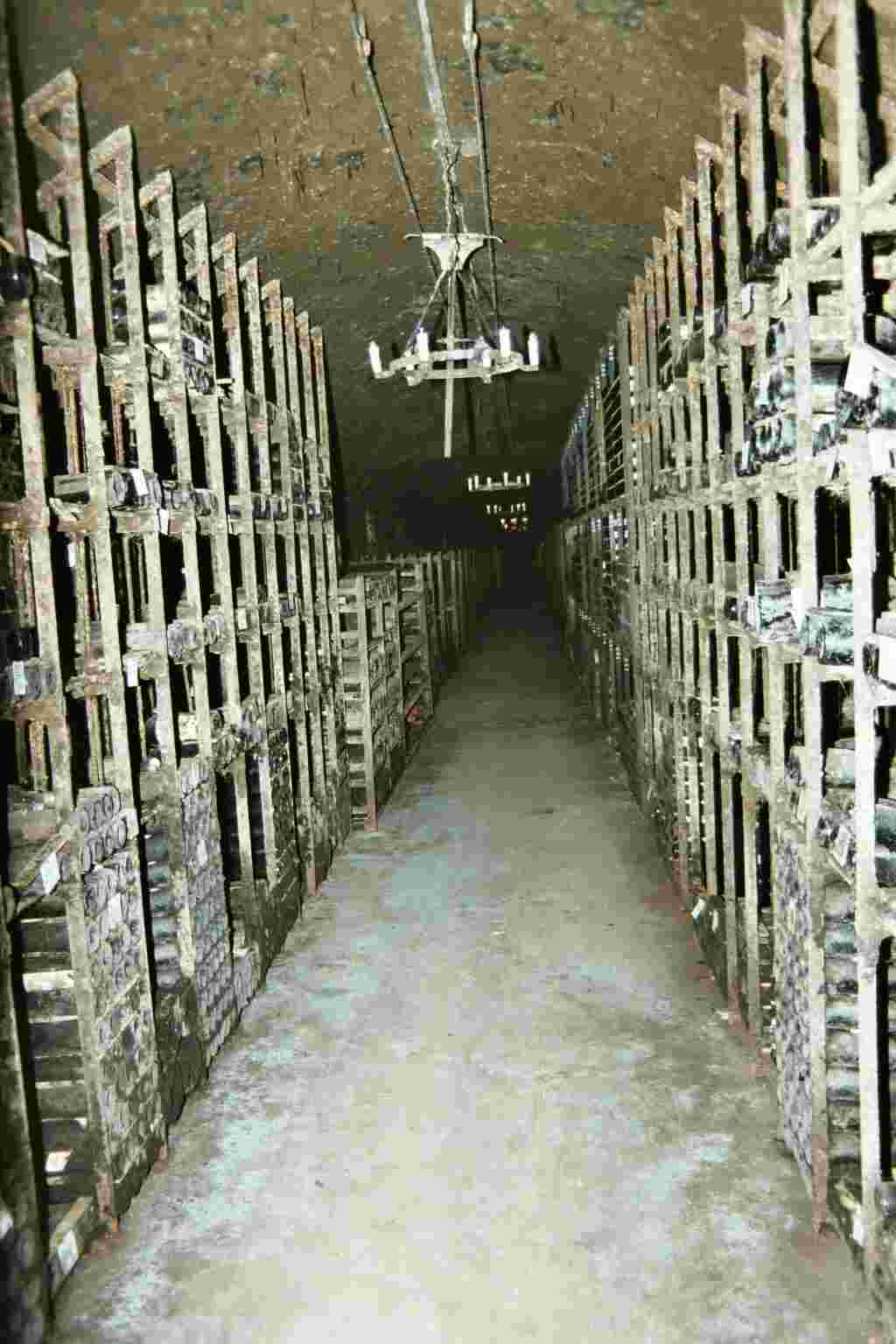
Château Mouton, privater Weinkeller der Baronesse

Das heutige Gut ist das Lebenswerk des Barons Philippe de Rothschild, der es am 22. Oktober 1922 als junger Mann überschrieben bekam und mit Qualitätsstreben und der Suche nach neuen Methoden zu immer besseren Leistungen brachte. Die ausschließliche Abfüllung des Weines auf dem Weingut war seine erste revolutionäre Neuerung, um alle Stufen des Produktionsprozesses selbst zu bestimmen: Mise en Bouteille au Château.
Die früher gängige Praxis des Fassverkaufes an Händler, die dann Flaschen nach eigenem Gusto (mal besser, mal schlechter) füllten, gehört nunmehr fast der Vergangenheit an: Mouton und Baron Philippe de Rothschild setzten den Anfang hierfür.
Sein Lebenswerk wurde 1973 gekrönt, als das Château Mouton Rothschild vom Deuxième zum Premier Cru aufgestuft wurde, die einzige Veränderung, die jemals an der offiziellen Klassifikation vorgenommen wurde.
Château Mouton Rothschild ist heute ein Mythos in der Weinbranche und ein Touristenmagnet. Ein Museum wird betrieben, und man kann die Kellerei-Anlagen besichtigen. Selten nur werden die unterirdischen Schatzkammern gezeigt, wo in finsteren Gängen edle Weine aus aller Welt im persönlichen Keller der Baronesse Philippine aufbewahrt werden, dann in einem zweiten Gang fast alle Produkte des Schlosses aus den vergangenen 150 Jahren als Referenz bevorratet werden zu Laborvergleichen, und ein dritter Gang den Austausch-Keller enthält: Weine der 60 besten Bordelaiser Weingüter, mit denen Mouton Rothschild in jedem Jahr nach der Abfüllung jeweils zwei Kisten Wein à 12 Flaschen tauscht.

## Das Weinetikett
Eine Besonderheit gegenüber den anderen Châteaux leistet sich Château Mouton Rothschild jedes Jahr aufs Neue: Das Etikett der Flaschen des jeweiligen Jahrgangs wird von einem namhaften Künstler gestaltet. Der Künstler wird für die Etikettengestaltung mit einer Partie „seines“ Weines bezahlt.
Folgende Künstler gestalteten bisher das Weinetikett:
| - 1945: Philippe Jullian mit einem stilisierten V (für „Victoire“, frz. Sieg: zum Andenken an den großen Sieg über NS-Deutschland) - 1946: Jean Hugo - 1947: Jean Cocteau - 1948: Marie Laurencin - 1949: André Dignimont - 1950: Georges Arnulf - 1951: Marcel Vertès - 1952: Léonor Fini - 1953: Année du Centenaire - 1954: Jean Carzou - 1955: Georges Braque - 1956: Pavel Techelitchew - 1957: André Masson - 1958: Salvador Dalí - 1959: Richard Lippold - 1960: Jacques Villon - 1961: Georges Mathieu - 1962: Roberto Matta - 1963: Bernard Dufour - 1964: Henry Moore - 1965: Dorothea Tanning - 1966: Pierre Alechinsky - 1967: César - 1968: Bona - 1969: Joan Miró - 1970: Marc Chagall - 1971: Wassily Kandinsky - 1972: Serge Poliakoff - 1973: Pablo Picasso | - 1974: Robert Motherwell - 1975: Andy Warhol, siehe Galerie - 1976: Pierre Soulages - 1977: „Gedenken an Queen Elizabeth II“ - 1978: Jean-Paul Riopelle (2 Etiketten) - 1979: Hisao Domoto - 1980: Hans Hartung - 1981: Arman - 1982: John Huston bunt verspieltes Etikett mit einem tanzenden weißen Schaf - 1983: Saul Steinberg, siehe Galerie - 1984: Agam - 1985: Paul Delvaux - 1986: Bernard Séjourné - 1987: Hans Erni - 1988: Keith Haring - 1989: Georg Baselitz (Berliner Mauerfall) - 1990: Francis Bacon, siehe Galerie - 1991: Setsuko, siehe Galerie - 1992: Per Kirkeby, siehe Galerie - 1993: Balthus (zwei Etiketten), eines siehe Galerie, da das erste in den USA Anstoß erregte: es wurde in den USA als „pädophil“ empfunden. Baron Philippe ließ dann die kindliche Figur von den Etiketten für den USA-Export entfernen. Nur ein Gerücht ist, dass hernach in der USA-Abfüllung auch schlechterer Wein verwendet worden sei: Der Jahrgang war insgesamt nicht hochklassig. - 1994: Karel Appel, siehe Galerie - 1995: Antoni Tàpies, siehe Galerie - 1996: Gu Gan, siehe Galerie | - 1997: Niki de Saint Phalle - 1998: Rufino Tamayo, siehe Galerie - 1999: Raymond Savignac - 2000: Statt eines Etikett wurde Siebdruck für die Millennium-Flasche verwendet; das Motiv ist der „Augsburger Widder“ (Goldschmiedekunst um 1590 vom Jacob Schenauer) – ein Widder kommt auch auf dem Wappen des Weinguts vor, siehe Galerie - 2001: Robert Wilson - 2002: Ilja Kabakow - 2003: Kein Künstleretikett – Zum 150. Jahrestag der Übernahme des Weingutes durch die Familie Rothschild zeigt das Etikett ein zeitgenössisches Foto des Barons Nathaniel de Rothschild mit einer Seite des Kaufvertrags als Hintergrund. - 2004: Prinz Charles - 2005: Giuseppe Penone - 2006: Lucian Freud - 2007: Bernar Venet - 2008: Xu Lei - 2009: Anish Kapoor - 2010: Jeff Koons - 2011: Guy de Rougemont - 2012: Miquel Barceló - 2013: Lee Ufan - 2014: David Hockney - 2015: Gerhard Richter - 2016: William Kentridge - 2017: Annette Messager - 2018: Xu Bing - 2019: Olafur Eliasson - 2020: Peter Doig - 2021: Chiharu Shiota - 2022: Gérard Garouste |

## Galerie

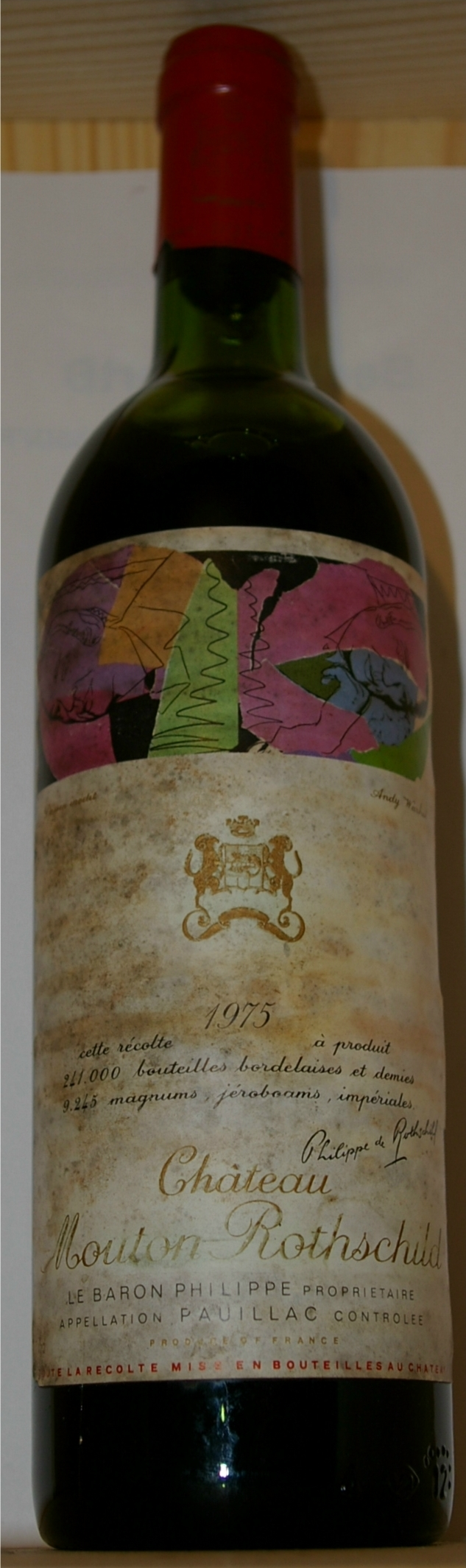
1975, Andy Warhol
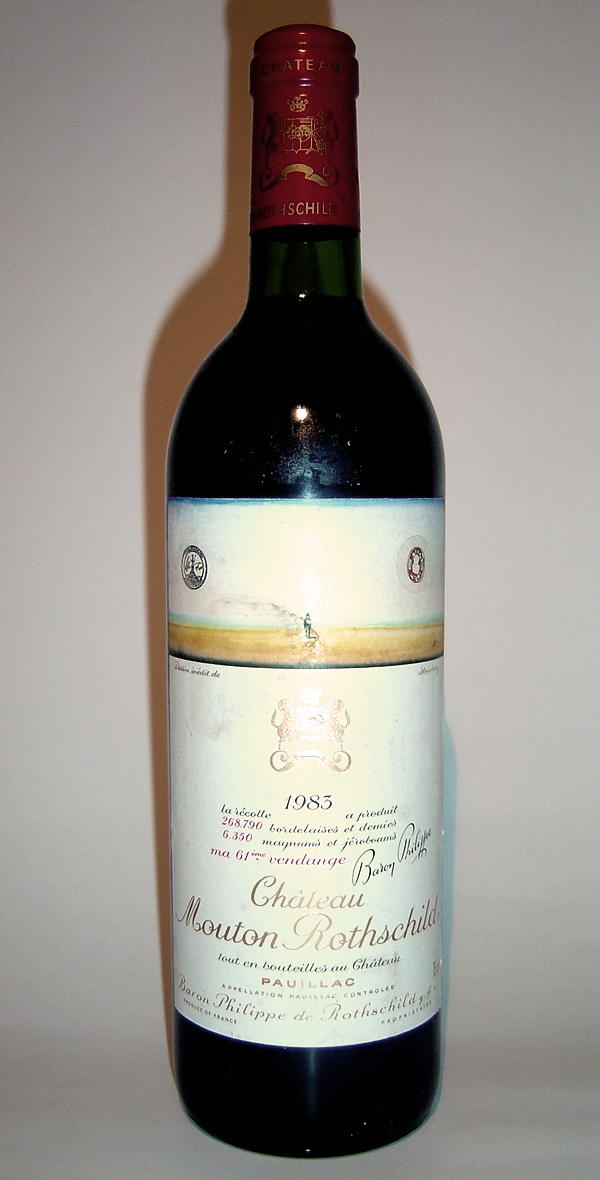
1983, Saul Steinberg
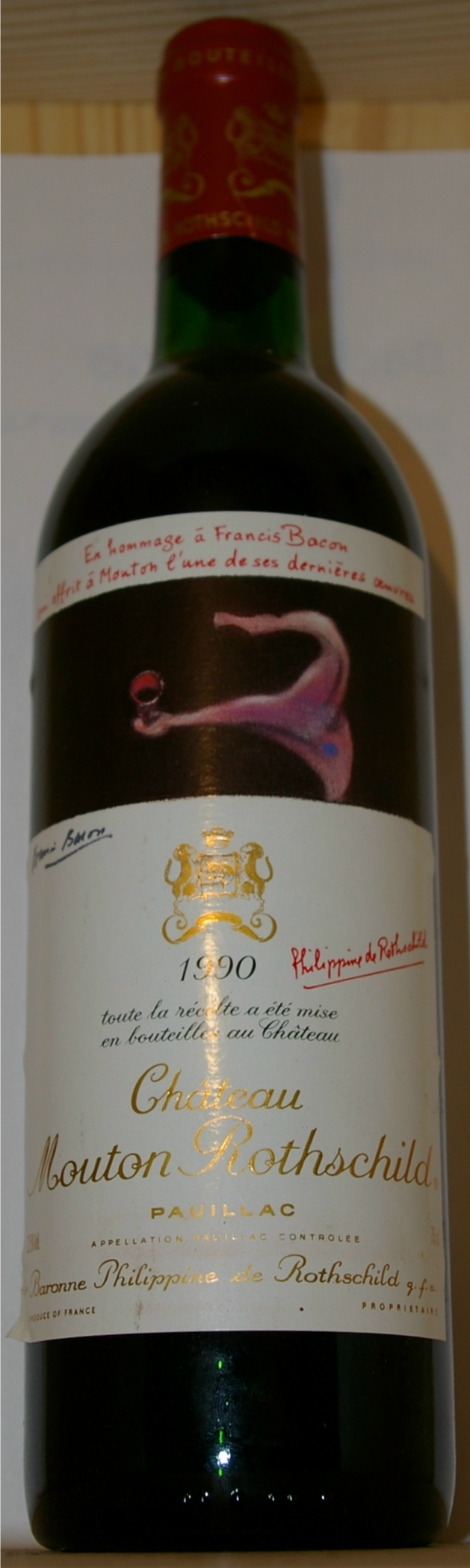
1990
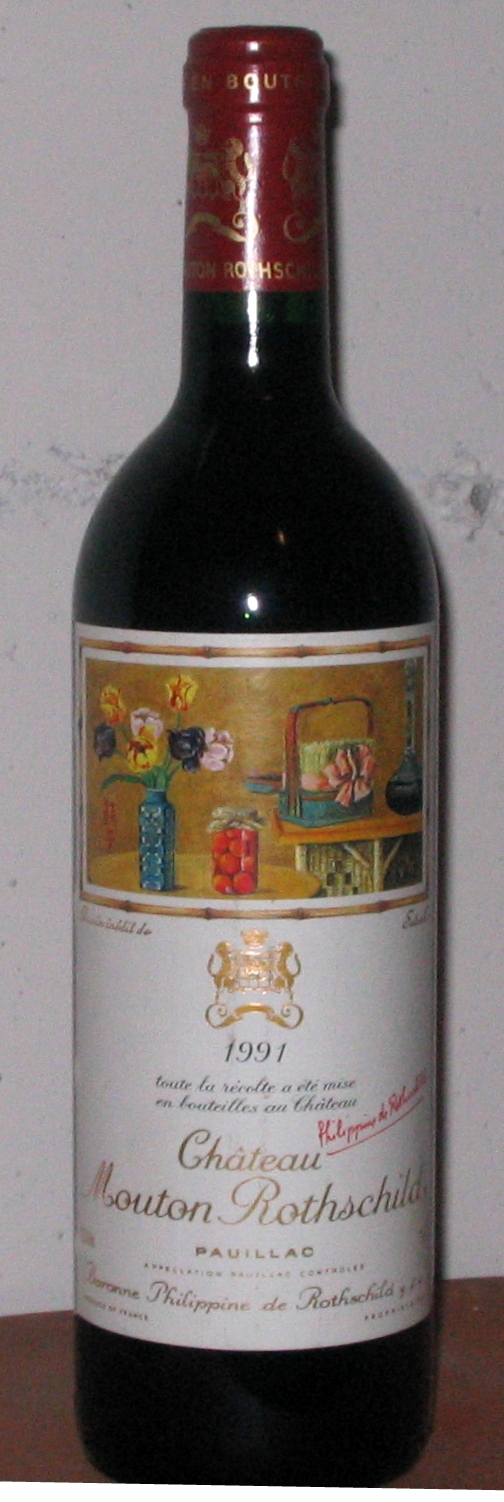
1991
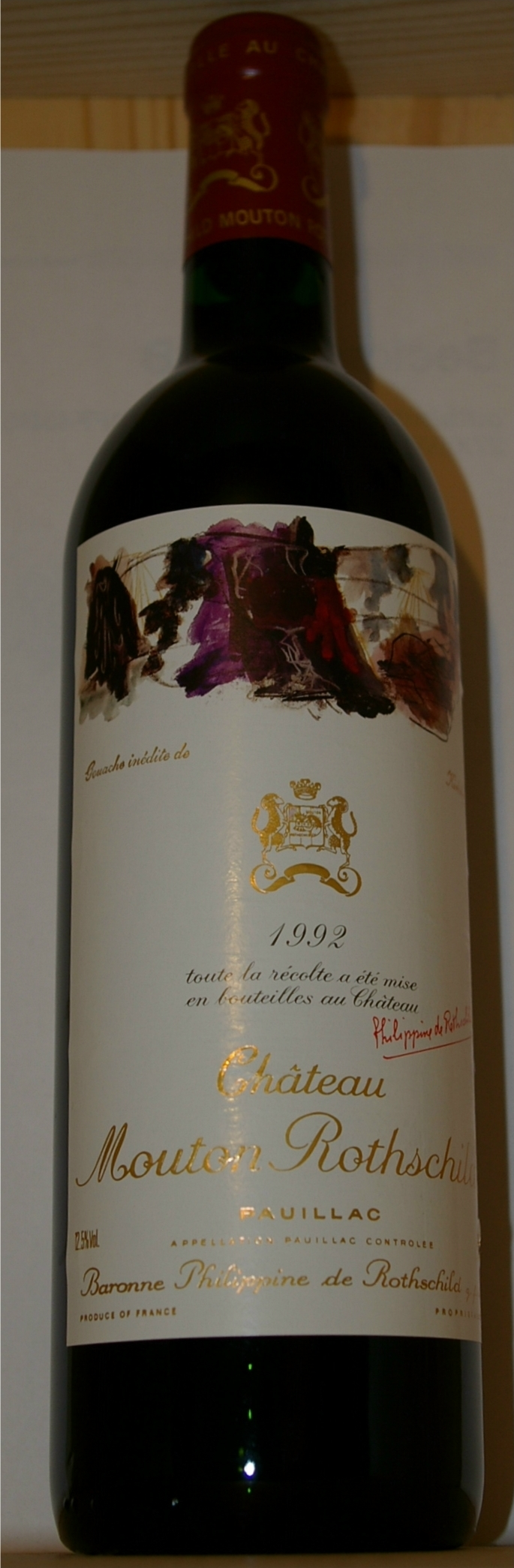
1992
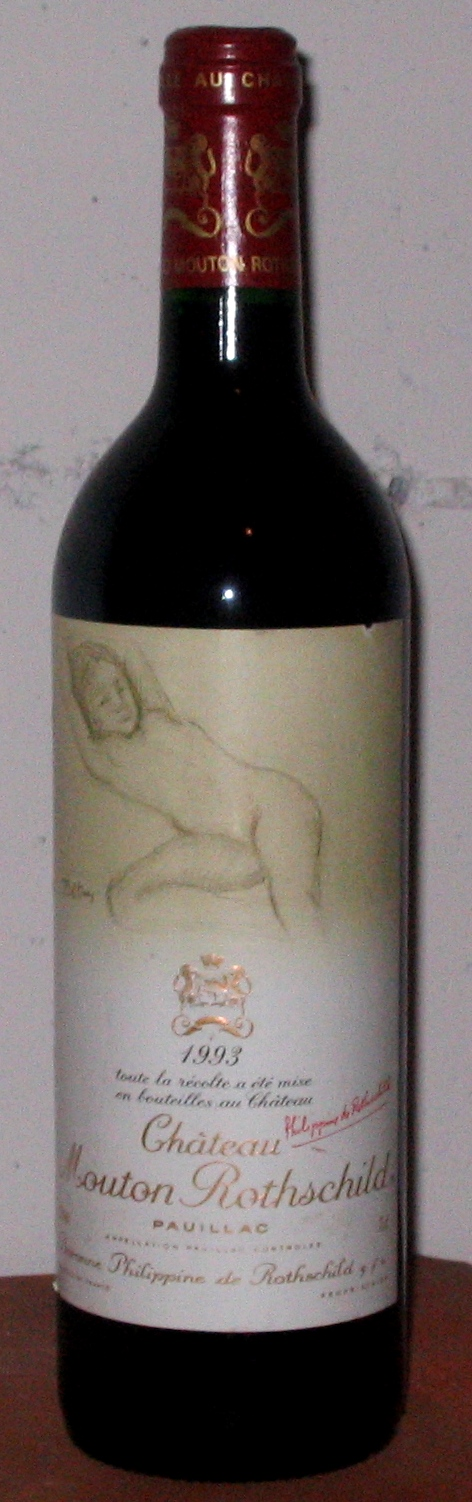
1993
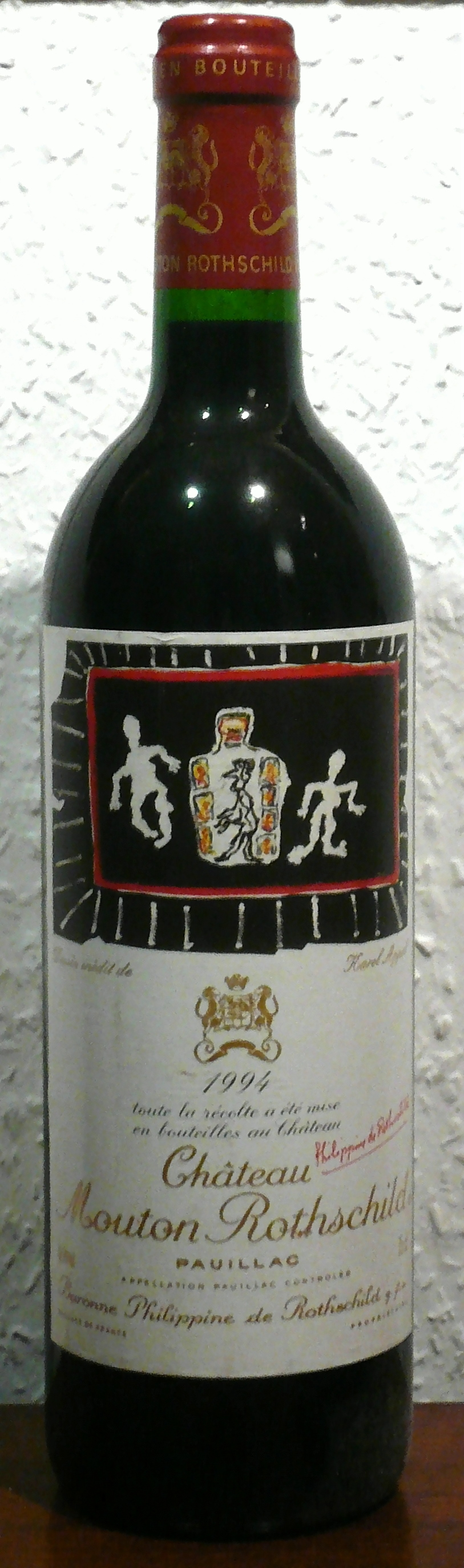
1994
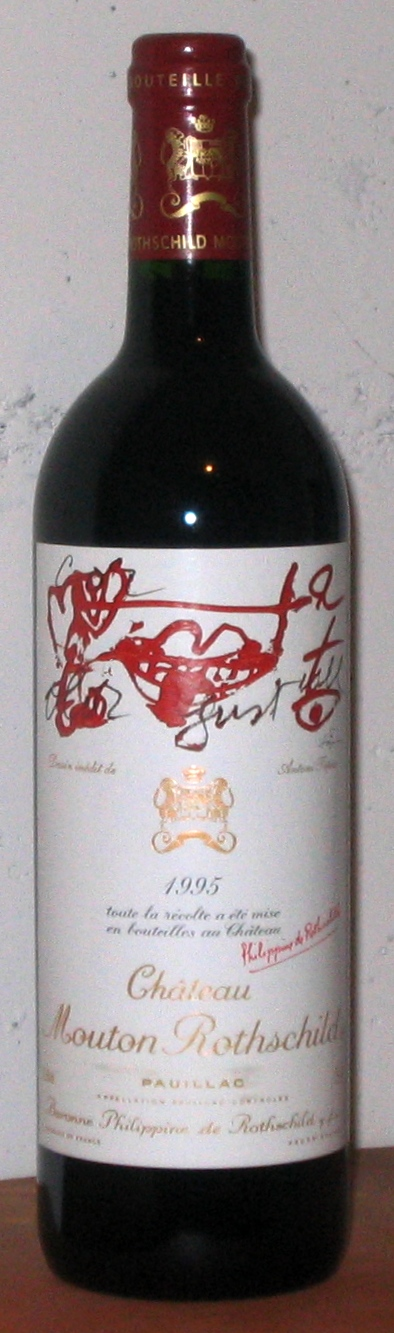
1995
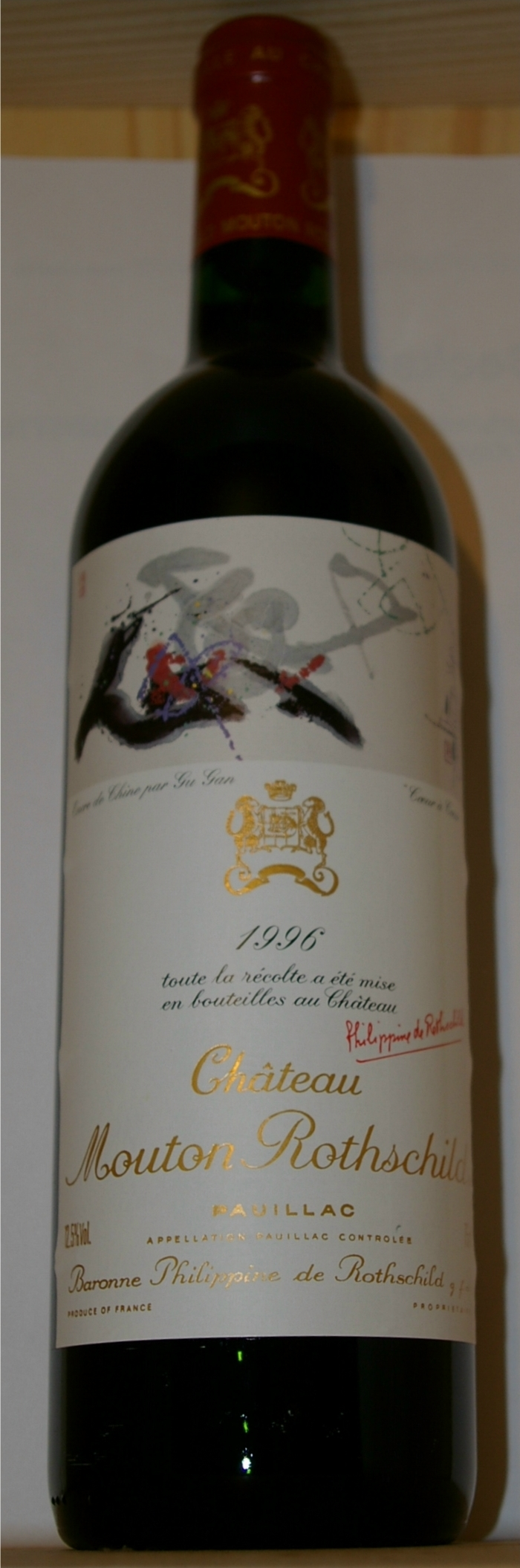
1996
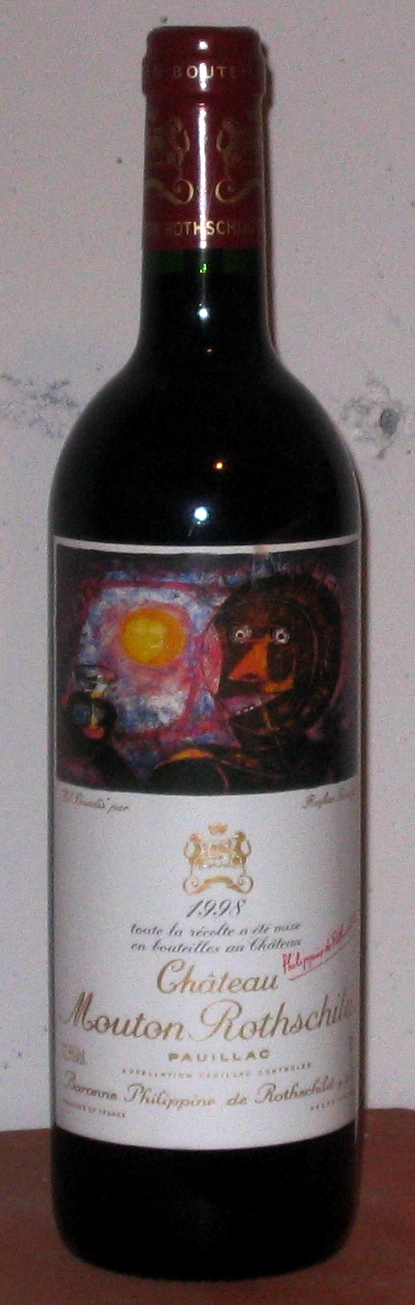
1998
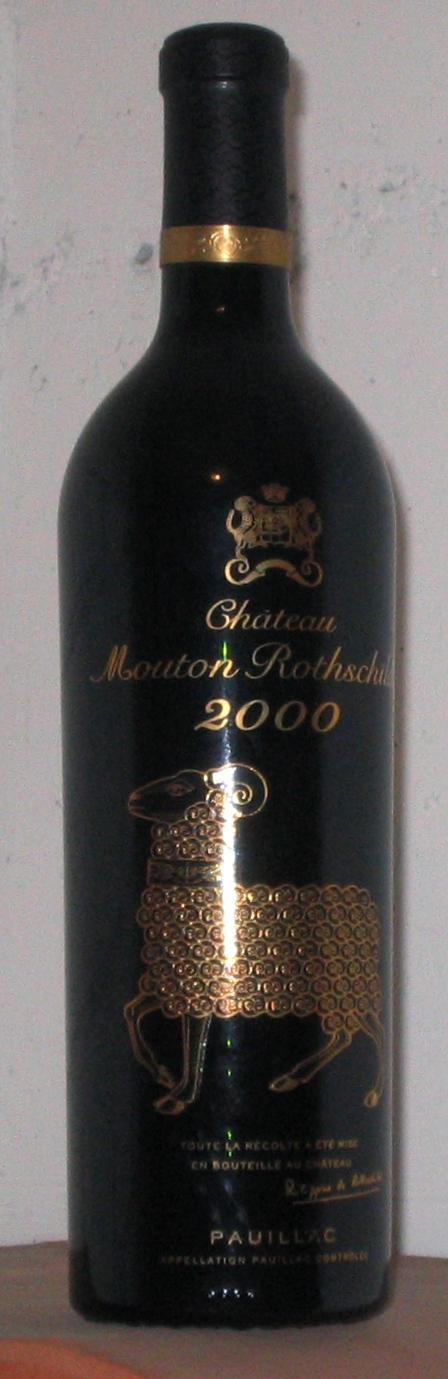
2000